# Мовчан, Владимир Петрович
Мовчан Владимир Петрович (род. 2 октября 1951, Суходольское, Кировоградская область) — украинский политик. Губернатор Кировоградской области с 22 сентября 2009 года по 6 апреля 2010 года.

## Биография
Родился 2 октября 1951 года в селе Суходольское Долинского района Кировоградской области.

### Образование
- Криворожский горно-обогатительный техникум (1970);
- Днепропетровский металлургический институт (1984), инженер-металлург;
- Доктор технических наук.

### Трудовая деятельность
- 05.1969—08.1969 — помощник агломератчика 5-го разряда фабрики агломерации, Центральный горно-обогатительный комбинат (Кривой Рог);
- 04.1970—11.1970 — агломератчик 7-го разряда фабрики окомкования железо-ванадиевых концентратов, Качканарский горно-обогатительный комбинат (Качканар Свердловской области);
- 11.1970—11.1972 — служба в армии (Кривой Рог);
- 12.1972—06.1973 — горный 6-го разряда цеха обжигательной фабрики агломерации;
- 06.1973—06.1975 — агломератчик 7-го разряда;
- 06.1975—12.1976 — агломератчик 5-го разряда цеха обжига;
- 12.1976—02.1977 — мастер участка цеха обжига окатышей;
- 02.1977—09.1981 — мастер участка агломерации окатышей;
- 09.1981—02.1982 — начальник производственного участка фабрики агломерации;
- 02.1982—11.1985 — заместитель по производству начальника фабрики агломерации;
- 11.1985—02.1986 — и. о. заместителя директора по производству — начальника производственного отдела;
- 02.1986—09.1987 — заместитель директора по производству — начальника производственного отдела;
- 09.1987—09.1991 — секретарь парткома, Центральный горно-обогатительный комбинат (Кривой Рог);
- 09.1991—11.1991 — 1-й заместитель директора НПО «Чернобыль» (Кривой Рог);
- 11.1991—04.1992 — технический директор НПО «Чернобыль» (Кривой Рог);
- 04.1992—05.1993 — директор НПО «Чернобыль» (Кривой Рог);
- 05.1993—01.1994 — генеральный директор, НПО «Кривбассасфальт»;
- 01.1994—11.1994 — начальник Дорожно-строительного управления № 33 (Кривой Рог);
- 11.1994—12.1997 — директор Криворожского дорожно-строительного объединения «Кривбассасфальт» АО «Днепрострой»;
- 12.1997—06.1999 — генеральный директор ОАО «ЦГОК»;
- 06.1999—04.2002 — председатель правления ОАО «ЦГОК»;
- 1998—2002 — председатель планово-бюджетной комиссии Криворожского городского совета;
- 1999 — доверенное лицо кандидата в Президенты Украины Леонида Кучмы в территориальном избирательном округе;
- 04.2002—03.2005 — Народный депутат Украины 4-го созыва, избран по избирательному округу № 31, Днепропетровская область. С 21.12.2005 в группе «Возрождение».

## Награды
- Заслуженный работник промышленности Украины;
- Медаль «За эффективное управление»;
- Орден «За трудовые достижения» IV степени;
- Георгиевская медаль «Честь, слава, труд» II степени;
- Золотая звезда Международной кадровой академии (2000, за эффективное управление);
- «Орден почёта» Международной кадровой академии (2006);
- Лауреат Международного рейтинга «Золотая фортуна» (2000);
- Почётный знак «Знак за весомый вклад в развитие профессионального образования» (2005);
- Нагрудный знак «Отличник образования Украины» (2004);
- Государственная премия Украины в области науки и техники (2007);
- Знак «За заслуги перед городом» (Кривой Рог) 1-й степени (12.11.2008)[2].